# Kadina

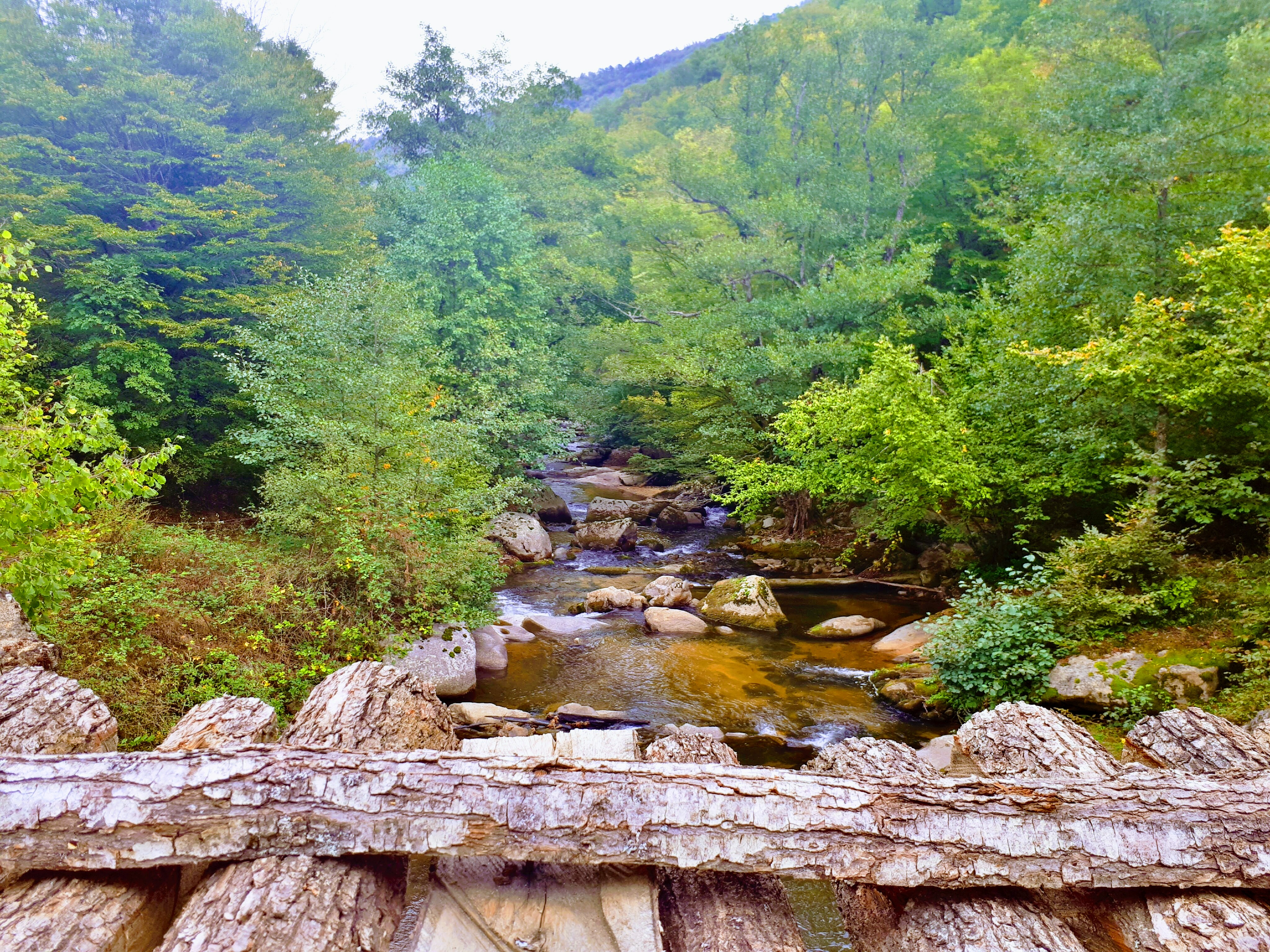
Pohled na řeku Kadinu z Tisovice

Kadina (makedonsky: Кадина Река, albánsky: Lumi i Kadinës) je horská řeka v Severní Makedonii a pravý přítok řeky Vardar. Je dlouhá 34 km a její povodí zaujímá plochu 184 km čtverečních. Protéká opštinou Studeničani a několik kilometrů nad vesnicí Aldinci. Odtud teče na východ mezi horami Golešnica a Kitka, okolo hory Jakupica, jihovýchodě kolem hlavního města Skopje a severozápadně od města Veles. Nedaleko Smesnice se vlévá do řeky Vardar, která ústí do Egejského moře. 